# Wilhelm Lieven
Wilhelm Gereon Lieven (né le 2 septembre 1934 à Titz et mort le 16 septembre 2014 à Juliers) est un homme politique allemand et membre du Landtag de Rhénanie-du-Nord-Westphalie pour la CDU.

## Biographie
Après avoir étudié à l'école primaire, il termine un apprentissage de meunier. Il travaille ensuite comme agriculteur indépendant. Il est impliqué dans des organisations professionnelles et est  entre 1990 et 2004, président de la chambre d'agriculture de Rhénanie .
Lieven est membre de la CDU depuis 1964. Il est actif dans de nombreux comités du parti, en tant que vice-président de l'association de district CDU Düren/Juliers.

## Parlementaire
Du 29 mai 1980 au 2 juin 2005, Lieven est membre du Landtag de Rhénanie-du-Nord-Westphalie. Il est élu sur la liste d'État de son parti.
À partir de 1979, il est membre du conseil de l'arrondissement de Düren. Il est membre du conseil de la commune de Titz entre 1969 et 2009; de 1969 à 1994, il est maire.

## Honneurs
- 1982: Chevalier de l'Ordre du Mérite de la République fédérale d'Allemagne
- 1990: Officier de l'Ordre du Mérite de la République fédérale d'Allemagne